# Ricardo Rosset
Ricardo Rosset (* 27. Juli 1968 in São Paulo) ist ein ehemaliger brasilianischer Automobilrennfahrer. Er fuhr von 1996 bis 1998 in der Formel 1.

## Karriere
Rosset begann seine Motorsportkarriere im Alter von 21 Jahren im Kart-Sport in Brasilien. 1991 wechselte er in die brasilianische Formel Ford 1600. Die Saison beendete er als Fünfter nach drei Siegen. 1992 ging er nach Europa und startete in der Formula Opel Euroseries. 1993 und 1994 trat er in der britischen Formel 3 an. 1995 fuhr er in der Formel 3000 und konnte die Saison mit dem zweiten Platz abschließen.
Anschließend begann Rosset seine Formel-1-Karriere in der Formel-1-Weltmeisterschaft 1996. Er fuhr 1996 für Arrows an der Seite von Jos Verstappen und 1998 bei Tyrrell an der Seite von Toranosuke Takagi. Sein erstes Formel-1-Rennen war der Große Preis von Australien.
1997 war Rosset für Lola gemeldet. Nachdem er sich beim Großen Preis von Australien 1997 genauso wie sein Teamkollege Vincenzo Sospiri nicht für das Rennen qualifizieren konnte, musste Lola infolge ausbleibender Sponsorengelder die Saison bereits nach dem ersten Rennen vorzeitig beenden.
Rosset konnte sich für insgesamt 27 Formel-1-Rennen qualifizieren. Seine besten Ergebnisse waren der jeweils achte Platz in Ungarn 1996 und in Kanada 1998. Durch das damalige Punktesystem konnte er keine WM-Punkte erreichen. Mit dem Ausstieg aus der Formel 1 beendete Rosset seine Motorsportkarriere.

## Statistik

### Statistik in der Formel-1-Weltmeisterschaft

#### Gesamtübersicht
| Saison | Team                    | Chassis       | Motor                   | Rennen | Siege | Zweiter | Dritter | Poles | schn. Rennrunden | Punkte | WM-Pos. |
| ------ | ----------------------- | ------------- | ----------------------- | ------ | ----- | ------- | ------- | ----- | ---------------- | ------ | ------- |
| 1996   | Footwork Hart           | Footwork FA17 | Hart 3.0 V8             | 16     | –     | –       | –       | –     | –                | –      | 18.     |
| 1997   | Mastercard Lola F1 Team | Lola T97/30   | Ford Zetec-R 3.0 V8     | –      | –     | –       | –       | –     | –                | –      | –       |
| 1998   | Tyrrell                 | Tyrrell 026   | Ford Zetec-R/97 3.0 V10 | 11     | –     | –       | –       | –     | –                | –      | 20.     |
| Gesamt | Gesamt                  | Gesamt        | Gesamt                  | 27     | –     | –       | –       | –     | –                | –      |         |

#### Einzelergebnisse
| Saison | 1   | 2   | 3   | 4   | 5   | 6   | 7   | 8   | 9   | 10  | 11  | 12  | 13  | 14  | 15  | 16 | 17 |
| ------ | --- | --- | --- | --- | --- | --- | --- | --- | --- | --- | --- | --- | --- | --- | --- | -- | -- |
| 1996   |     |     |     |     |     |     |     |     |     |     |     |     |     |     |     |    |    |
| 9      | DNF | DNF | 11  | DNF | DNF | DNF | DNF | 11  | DNF | 11  | 8   | 9   | DNF | 14  | 13  |    |    |
| 1997   |     |     |     |     |     |     |     |     |     |     |     |     |     |     |     |    |    |
| DNQ    |     |     |     |     |     |     |     |     |     |     |     |     |     |     |     |    |    |
| 1998   |     |     |     |     |     |     |     |     |     |     |     |     |     |     |     |    |    |
| DNF    | DNF | 14  | DNF | DNQ | DNQ | 8   | DNF | DNF | 12  | DNQ | DNQ | DNF | 12  | DNF | DNQ |    |    |

| Legende  | Legende            | Legende                                                          |
| Farbe    | Abkürzung          | Bedeutung                                                        |
| -------- | ------------------ | ---------------------------------------------------------------- |
| Gold     | –                  | Sieg                                                             |
| Silber   | –                  | 2. Platz                                                         |
| Bronze   | –                  | 3. Platz                                                         |
| Grün     | –                  | Platzierung in den Punkten                                       |
| Blau     | –                  | Klassifiziert außerhalb der Punkteränge                          |
| Violett  | DNF                | Rennen nicht beendet (did not finish)                            |
| Violett  | NC                 | nicht klassifiziert (not classified)                             |
| Rot      | DNQ                | nicht qualifiziert (did not qualify)                             |
| Rot      | DNPQ               | in Vorqualifikation gescheitert (did not pre-qualify)            |
| Schwarz  | DSQ                | disqualifiziert (disqualified)                                   |
| Weiß     | DNS                | nicht am Start (did not start)                                   |
| Weiß     | WD                 | zurückgezogen (withdrawn)                                        |
| Hellblau | PO                 | nur am Training teilgenommen (practiced only)                    |
| Hellblau | TD                 | Freitags-Testfahrer (test driver)                                |
| ohne     | DNP                | nicht am Training teilgenommen (did not practice)                |
| ohne     | INJ                | verletzt oder krank (injured)                                    |
| ohne     | EX                 | ausgeschlossen (excluded)                                        |
| ohne     | DNA                | nicht erschienen (did not arrive)                                |
| ohne     | C                  | Rennen abgesagt (cancelled)                                      |
| ohne     | keine WM-Teilnahme |                                                                  |
| sonstige | P/fett             | Pole-Position                                                    |
| sonstige | 1/2/3/4/5/6/7/8    | Punktplatzierung im Sprint-/Qualifikationsrennen                 |
| sonstige | SR/kursiv          | Schnellste Rennrunde                                             |
| sonstige | *                  | nicht im Ziel, aufgrund der zurückgelegten Distanz aber gewertet |
| sonstige | ()                 | Streichresultate                                                 |
| sonstige | unterstrichen      | Führender in der Gesamtwertung                                   |